# Allodape friesei
Allodape friesei är en biart som beskrevs av Embrik Strand 1915. Allodape friesei ingår i släktet Allodape och familjen långtungebin. Inga underarter finns listade i Catalogue of Life.